# Lamar S. Smith
Lamar Seeligson Smith, född 19 november 1947 i San Antonio, Texas, är en amerikansk republikansk politiker. Han representerade delstaten Texas 21:a valkrets i USA:s representanthus 1987–2019.
Smith avlade 1969 grundexamen vid Yale University och 1975 juristexamen vid Southern Methodist University. Han arbetade sedan som advokat i Texas.
Kongressledamoten Tom Loeffler kandiderade inte till omval i kongressvalet 1986. Smith vann valet och efterträdde Loeffler i representanthuset i januari 1987.
Han lade fram lagförslaget Stop Online Piracy Act den 26 oktober 2011.